# チョ・ドンヒ (歌手)
チョ・ドンヒ（趙東姬、조동희、1973年4月25日 - ）は、大韓民国の女性歌手、作詞家、作曲家、編曲家、音楽プロデューサー、映画監督。歌手のチョ・ドンジンとベーシストのチョ・ドンイクの妹。

## 経歴
1992年に、長兄チョ・ドンジンが、事務所としてハナ企画を立ち上げた際に作詞家として活動を始め、チャン・ピルスン、ザ・クラシック、オンユ、チョ・ギュチャンなどに歌詞を提供したのをはじめ、長く作詞活動を続けており、ドラマ『그린마더스 클럽（グリーン・マザーズ・クラブ）』（2022年）や『퀸메이커（クイーンメーカー）』（2023年）などに用いられた楽曲の作詞もおこなった。
歌手としては、1993年にアンダーグラウンド・ライブ・クラブでフォークロック歌手としてデビューし、1994年からアンダーグラウンド映画監督活動もしていたが、翌1995年にはミュージカル俳優としてもデビューした。さらに7年後の2002年には、プロジェクト・アルバム『Wonder Bird 2집（Wonder Bird 2集）』にはギタリストとボーカリストとして参加した。
その後、結婚、出産を経て、2011年には『비둘기 / 조동희 1집（鳩 / チョ・ドンヒ1集）』という自身初の正規アルバムを発表した。同じく2016年の映画『무현, 두 도시 이야기（武鉉 二つの都市物語）』では音楽監督を務め、また、2017年には兄妹で作った音楽事務所 penicillium の代表となった。
2020年には、自身2枚目のソロアルバム『Sadness is the shadow of beaty（悲しみの美しさの影）』を発表した。

## 家族関係
- 父：趙肯夏（チョ・グンハ、조긍하、1919年8月16日 - 1982年1月28日） - 映画監督
  - 兄：チョ・ドンジン（趙東振、조동진、1947年9月3日 - 2017年8月28日） - シンガーソングライター、フォーク/ポップミュージシャン
  - 兄：チョ・ドンイク（趙東益、조동익、1960年3月6日 - ） - ベーシスト、フォーク/ポップミュージシャン

## 学歴
- ソウル芸術専門大学（서울예술전문대학：ソウル芸術大学校の前身）映画学科 専門学士

## 出演作

### ミュージカル
- 1995年：『サウンド・オブ・ミュージック』- マリア・フォン・トラップ 役（主演女優）

## 著書
『나의 외로움이 널 부를 때』、『사랑을 사랑하게 될 때까지』、『우리가 사랑이라 말하는 것들』、『작사의 시대 - 당신의 삶이 노래가 될 때』